# Dang He
Dang He är ett vattendrag i Kina. Det ligger i provinsen Gansu, i den nordvästra delen av landet, omkring 940 kilometer nordväst om provinshuvudstaden Lanzhou.
Genomsnittlig årsnederbörd är 72 millimeter. Den regnigaste månaden är juni, med i genomsnitt 24 mm nederbörd, och den torraste är september, med 1 mm nederbörd.